# Suzanne Romaine
Suzanne Romaine (född 1951) är en amerikansk lingvist som forskar i historisk lingvistik och språksociologi. 

## Bakgrund
Romaine är född i Woburn, Massachusetts år 1951. Romaine studerade tyska språket och språkvetenskap vid Bryn Mawr College. Där tog hon examen (A.B.) år 1973, och fortsatte med lingvistik och fonetik på Edinburghs universitet där hon blev utexaminerad år 1975.

## Vetenskaplig karriär
År 1981 blev Romaine doktor i språkvetenskap vid universitetet i Birmingham.
Romaine har fått olika utmärkelser. Hon har fått hedersdoktorat på universitetet i Tromsø och Uppsala universitet. Ytterligare är hon medlem i Finska vetenskapsakademien (sedan 2010) och Det Norske Videnskaps-Akademi (sedan 2016).
Hennes forskningsintresse inkluderar språklig mångfald, språkåterupplivning, språkdöd, flerspråkighet, språkbyte och -kontakter.
Romaines bok Socio-historical Linguistics; Its Status and Methodology, som blev utgiven år 1982, anses som det grundläggande verket till socialhistorisk lingvistik.

### Publikationer
- Socio-historical Linguistics; Its Status and Methodology 1982: Cambridge University Press, Cambridge.
- The Language of Children and Adolescents; The acquisition of communicative competence 1984: Blackwell, Oxford.
- Pidgin and Creole Languages 1988: Longman, London.
- Bilingualism 1989: Blackwell, Oxford. Andra upplaga 1995. Nominerad som årets bok av British Association for Applied Linguistics.
- Language, Education and Development; Urban and Rural Tok Pisin in Papua New Guinea 1992: Oxford University Press, Oxford.
- Language in Society. An Introduction to Sociolinguistics 1994: Oxford University Press, Oxford. Andra upplaga 2000.
- Communicating Gender 1999: Lawrence Erlbaum, Mahwah, NJ.
- Vanishing Voices; The Extinction of the World's Languages 2000: Oxford University Press, New York. Med Daniel Nettle, vann titeln Book of the Year 2001 av British Association for Applied Linguistics.[10]